# حياة مشتركة
الحياة المشتركة (بالإنجليزية: Shared Lives) وتعرف في بعض المناطق أيضًا باسم إيواء البالغين، وهو شكل من أشكال الدعم والإقامة يقدم في بريطانيا للبالغين من ذوي الاحتياجات حيث يفتح الأفراد الموافق عليهم أو العائلات حياتهم أمام الأشخاص الأكبر سنًا أو ذوي الإعاقة لمساعدتهم.
يوجد ما يزيد عن 10000 شخص من مقدمي الرعاية في المملكة المتحدة يعملون في الحياة المشتركة - 3800 فرد من أعضاء الجمعية الوطنية لخدمات إيواء البالغين - حيث يقدمون الرعاية لأشخاص يعانون من مجموعة واسعة من الإعاقات، والأمراض، واحتياجات الدعم، بما في ذلك الأشخاص الذين يعانون من صعوبات التعلم، ومشكلات الصحة العقلية، وكبار السن، وتاركي الرعاية (القصر الذين تتكفل بهم الحكومة)، والأطفال المعاقون الذين أصبحوا بالغين، والآباء الذين يعانون من صعوبات تعلم وأطفالهم، والمنتهكون السابقون للقانون. يتم توظيف مقدمي الرعاية في أحد فروع الحياة المشتركة البالغ عددها 150، وتدربهم، وتعتمدهم، وتراقبهم، وتدفع لهم رواتبهم.
ويعد الهدف من الحياة المشتركة التوفيق بين الأفراد الذين يحتاجون إلى خدمات وبين غيرهم ممن يلائمهم القيام بدور «الأسرة الممتدة». وبوجه عام، على الرغم من أن الشخص الذي يحتاج الرعاية ينتقل إلى منزل مقدم الرعاية، فإنها تقدم في بعض الأحيان في منزله الخاص، كيوم للدعم، أو بوصفها استراحة لمقدمي الرعاية من العائلات غير مدفوعة الأجر، كمنزل من رعاية المستشفى وبوصفها نقطة انطلاق للشخص الذي يرغب في الحصول على منزله الخاص.

## المستخدمون
وفقًا لتقرير لجنة جودة الرعاية لعام 2009-2010، فإن ما يزيد عن 10788 شخصا في إنجلترا قد استفادوا من خدمات الحياة المشتركة. وعلى الرغم من أن لجنة جودة الرعاية أظهرت زيادة طفيفة مقارنة بالعام السابق، فإن إحصاءات مركز المعلومات الناتجة عن المقارنة باستخدام منهجيات مختلفة ذكرت أن هذه الزيادة بلغت 36% خلال الفترة ذاتها. حيث بلغت نسبة المستخدمين الذين تجاوز عمرهم 65 حوالي 13%، بينما تشكلت الأغلبية العظمى بنسبة (76%) من البالغين الذين تتراوح أعمارهم بين 18 إلى 64 عامًا ممن يعانون من صعوبات التعلم. وكانت نسبتي الأشخاص ذوي مشكلات الصحة العقلية (7%) والإعاقات البدنية (3%) هما الأقل تمثيلاً.
كما ارتفعت نسبة استخدام الحياة المشتركة في ويلز أيضًا، بنسبة 30% ليصبح عدد العائلات بها 303 في الفترة 2008-2009، في حين تضاعف الاستخدام في أسكتلندا في الفترة بين 2006 و2009.

## القوانين
تنظم برامج الحياة المشتركة في المملكة المتحدة بموجب:
- قانون الرعاية الصحية والاجتماعية لعام 2008 [في إنجلترا]؛
- تشريعات برنامج إيواء البالغين (ويلز) لعام 2004؛
- قانون تنظيم الرعاية (اسكتلندا) لعام 2001، أبطله في أبريل 2011 قانون إصلاح الخدمات العامة (اسكتلندا) لعام 2010 (جدول 12)؛
- تشريعات وكالات إيواء البالغين (شمال أيرلندا) لعام 2007.

## الجمعية الوطنية لخدمات إيواء البالغين بالمملكة المتحدة (نابس)
نابس المحدودة بالمملكة المتحدة (www.naaps.org.uk) هي شبكة المملكة المتحدة الخاصة بطرق دعم البالغين القائمة على العائلات وصغيرة النطاق ومساعدتهم للعيش باستقلالية وللمساهمة في عائلاتهم والمجتمعات الخاصة بهم. يعد أعضاؤها من مقدمي الرعاية والعاملين في الحياة المشتركة، وبرامج هوم شير والمؤسسات الصغرى، والتي تشمل مجموعة واسعة من الخدمات المجتمعية الصغيرة جدًا والتي تتشارك في قيم إيواء البالغين وأخلاقها.

## وصلات خارجية
- NAAPS UK, the charity representing Shared Lives in the UK